# مسجد جامع نینو

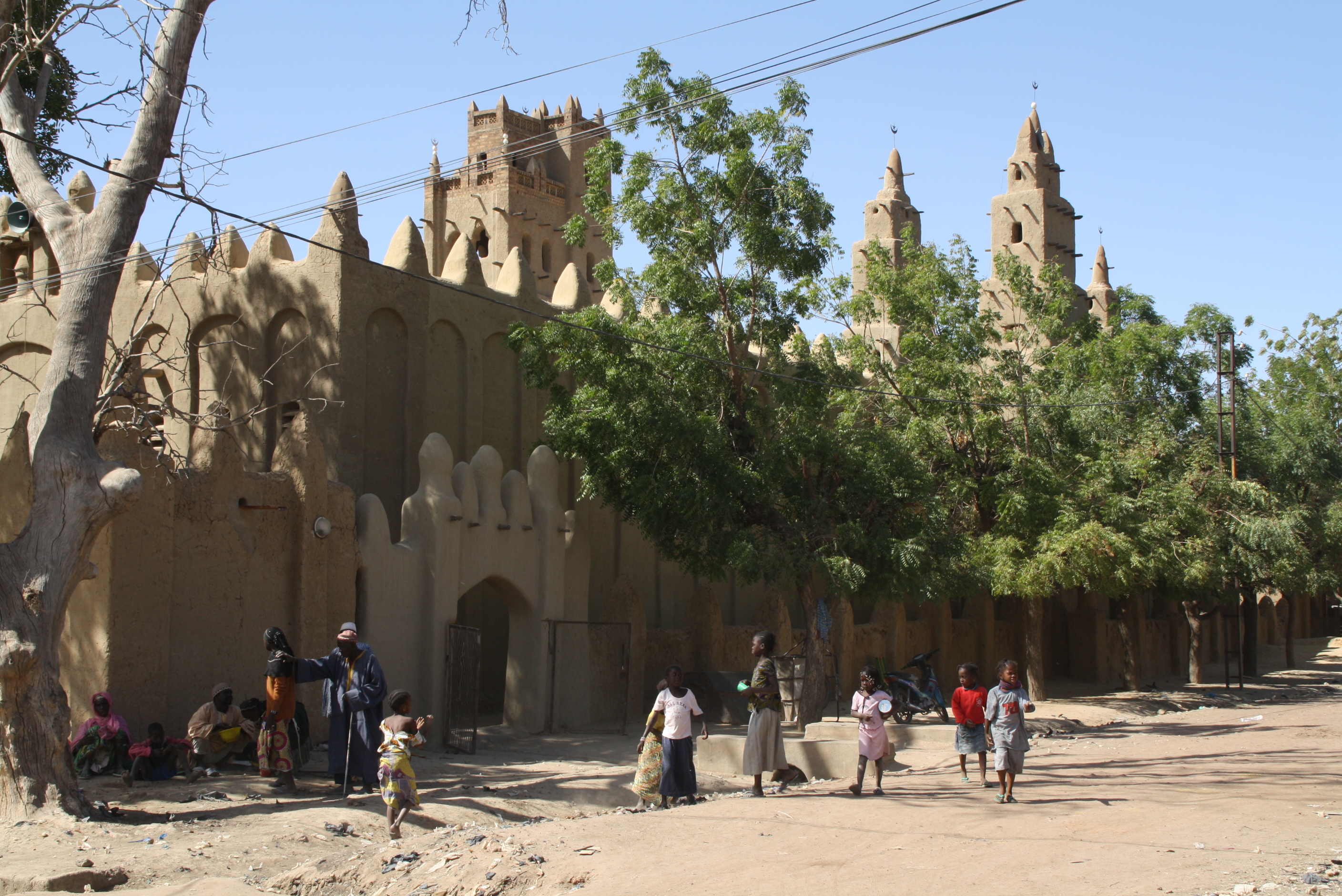
مسجد جامع نینو

مسجد جمعه کبیر نیُنو (به فرانسوی: Grande mosquée du vendredi de Niono) مسجدی با اهمیت معماری است که در شهر نیُنو در استان سگو در جنوب مالی واقع است.

## توصیف بنا
این مسجد برای اولین بار در سال ۱۹۴۸ توسط تیمی از بنایان بومی اهل جنه ساخته شد و امروزه ۱۸۰۰ متر مربع مساحت دارد. این مسجد شاید با توجه به اینکه در سال ۱۹۸۳ جایزه معماری آقاخان را دریافت کرده‌است، شناخته شده‌ترین نقطهٔ شهر نینو در جهان باشد.

## میراث جهانی
این سایت در ۱۹ مارس ۲۰۰۸ در گروه فرهنگی به فهرست میراث جهانی یونسکو اضافه شد.